# Atrobucca brevis
Atrobucca brevis és una espècie de peix de la família dels esciènids i de l'ordre dels perciformes.

## Morfologia
- Els mascles poden assolir 26 cm de longitud total.[4][5]

## Hàbitat
És un peix marí, d'aigües profundes i bentopelàgic que viu entre 60-110 m de fondària.

## Distribució geogràfica
Es troba al Pacífic occidental: nord-oest i nord d'Austràlia i sud de Papua Nova Guinea.

## Observacions
És inofensiu per als humans.